# Oskitz Estefanía Gil
Oskitz Estefanía Gil (Pasaia, 12 d'octubre de 1986) és un exfutbolista basc, que ocupava la posició de migcampista. Ha estat internacional amb la selecció espanyola en categories inferiors.
Format al planter de la Reial Societat, hi jugaria cinc partits amb el primer equip, des del seu debut a la campanya 03/04. No ha arribat a consolidar-se amb el primer equip, tot sent cedit a la SD Eibar i al CE Eldenc. El 2009 fitxa per l'Écija, equip andalús de Segona B.